# Happiness (canção de Taylor Swift)
"Happiness" (estilizado em letras minúsculas) é uma canção da cantora e compositora estadunidense Taylor Swift, gravado para o seu nono álbum de estúdio Evermore (2020), lançado através da Republic Records. Composta pela artista em conjunto com Aaron Dessner, com produção assinada pelo mesmo, "Happiness" é uma balada ambiente introspectiva, com uma produção midtempo liderada por um órgão inspirado em igreja, que faz parte de um drone lento, contendo o uso de guitarras e sintetizadores em sua instrumentação. Sua letra aborda um narrador explicando que encontrou a felicidade após o processo de divórcio.
"Happiness" recebeu críticas positivas da mídia especializada, que a elogiaram pelas composições, letras e produção de Swift. Alguns escolheram a faixa como destaque de Evermore e uma das melhores músicas de Swift em todo o seu catálogo. Comercialmente, "Happiness" alcançou a posição 33 na Billboard Global 200 e entrou nas paradas da Austrália, Canadá, Portugal, Reino Unido e Estados Unidos.

## Antecedentes e produção
A cantora e compositora estadunidense Taylor Swift concebeu seu oitavo álbum de estúdio, Folklore (2020), como frutos de visuais mitopoéticos em sua mente, como resultado de sua imaginação "correndo solta" enquanto se isolava durante a pandemia de COVID-19. Em 25 de novembro, Swift e os co-compositores e co-produtores do álbum, incluindo o colaborador estreante Aaron Dessner, se reuniram no Long Pond Studio em Hudson Valley, no interior do estado de Nova Iorque, para filmar o documentário Folklore: The Long Pond Studio Sessions, lançado no Disney+. Paralelamente, para saciar seu desejo de explorar mais as "florestas folclóricas" que ela visualizava em sua mente, Swift imediatamente desenvolveu outro álbum como uma contrapartida conclusiva do Folklore, intitulado Evermore (2020).
"Happiness" foi a última faixa escrita para compor o álbum. Dessner estava trabalhando na composição de um faixa desde 2019, e acreditava que seria uma faixa para compor o repertório de sua banda Big Red Machine, projeto em parceria com Justin Vernon. Swift, porém, admirou os instrumentais e acabou finalizando a letra. Swift e Dessner escreveram a faixa dias antes do álbum ser finalizado, e ela sobrepôs as gravações com "You Belong with Me (Taylor's Version)", regravação para o Fearless (Taylor's Version) (2021), no mesmo dia.

## Estrutura musical e conteúdo lírico

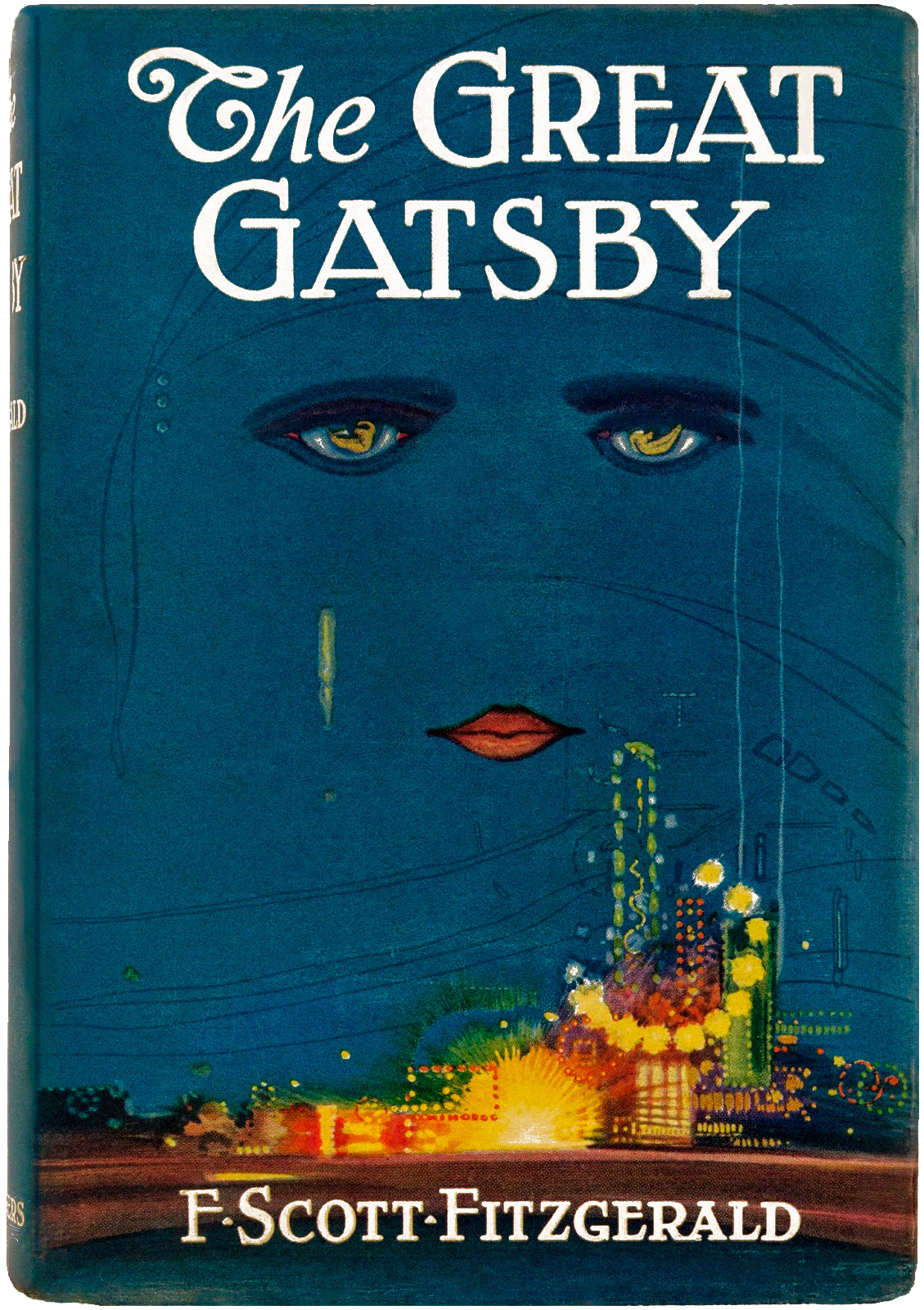
"Happiness" traz referências ao romance The Great Gatsby (1925), de F. Scott Fitzgerald.

"Happiness" é uma balada derivada da música ambiente, com duração de cinco minutos e quinze segundos de duração, sendo a faixa mais longa do álbum. A produção midtempo é conduzida por um órgão inspirado na igreja, que faz parte de um drone suave e de construção que contém guitarras e sintetizadores. A canção apresenta guitarras acústicas, baixo e elétrica, bateria, teclado, violino, batidas programadas e chimbal em sua instrumentação. Sarah Carson, do i, e Ilana Kaplan, do iD, descreveu a estrutura da canção como "hino", enquanto Claire Shaffer, da Rolling Stone, achou que a produção lembrava a banda eletrônica americana Chromatics.
A letra é sobre um narrador que encontra a felicidade após passar pelo processo de divórcio. Tom Breihan, do Stereogum, disse que o narrador da canção está "no meio do rompimento". O narrador tenta consolar outra pessoa, ao mesmo tempo que faz isso consigo mesma (“Haverá felicidade depois de você / Mas houve felicidade por sua causa / Ambas as coisas podem ser verdadeiras / Há felicidade”). A letra incorpora imagens góticas e macabras ("Além do sangue e dos hematomas / Além das maldições e gritos / Além do terror ao anoitecer / Assombrado pelo olhar em meus olhos"). Em outras partes da letra, apresenta temas de perdão, histórias pessoais e olhar para a perspectiva de outra pessoa. A canção também contém referências ao romance The Great Gatsby (1925), de F. Scott Fitzgerald. Em uma crítica do Pitchfork, Sam Sodomsky disse que "a retração atípica" em algumas das letras "sugere que ela está se esforçando para uma escrita mais estoica e distanciada".

## Recepção crítica
"Happiness" recebeu críticas geralmente positivas dos críticos, alguns dos quais a consideraram um destaque de Evermore e uma das melhores de Swift em seu catálogo. Tom Breihan, do Stereogum, rotulou a canção de "uma obra-prima de gravação e composição" e a selecionou como um exemplo de como Swift pode fazer músicas pessoais soarem enormes. Nina Schaarschmidt, da Atwood Magazine, disse que transmitiu "desgosto e seus sentimentos confusos no seu melhor" em "Happiness". Patrick Ryan, do USA Today, disse que a canção tem "o tipo de simplicidade elegante que torna as composições de Swift tão continuamente surpreendentes". Konstantinos Pappis, da Our Culture Mag, afirmou da mesma forma que os sentimentos de suas letras "tornaram [sua] narrativa tão atraente". Angela Morrison, do Exclaim!, escreveu que a canção tinha um dos lirismos mais maduros de Swift até hoje, enquanto Shaffer achava que era uma direção mais madura para ela. Lauren DeHollogne, do Clash, disse que o "nível de maturidade [...] da canção torna a faixa ainda mais devastadora". Holly Gleason, do The Hits, opinou que a faixa se desviava dos sentimentos amargos de Swift em canções anteriores. O jornalista musical do The Guardian, Alex Petridis, acreditava que "Happiness" era uma faixa que mostrava sua habilidade em estudos de personagens e achava que as letras amargas da música eram mais edificantes do que aquelas que ela escreveu para seu sexto álbum Reputation (2017).

## Créditos
Os créditos são adaptados do encarte de Evermore. 
- Taylor Swift – vocais, composição
- Aaron Dessner – composição, produção, programação de bateria, teclado, sintetizador, piano, violão, baixo, guitarra elétrica, gravação
- Bryce Dessner – orquestração
- JT Bates – bateria, gravação
- Kyle Resnick – gravação
- Ryan Olson – Allovers Hi-Hat Generator, gravação
- Thomas Bartlett – sintetizador, teclado, gravação
- Yuki Numata Resnick – violino
- Robin Baynton – gravação vocal
- Jonathan Low – mixagem, gravação
- Greg Calbi – masterização
- Steve Fallone – masterização